# Illston on the Hill
 (octobre 2023).
Illston on the Hill est une paroisse civile et un village du Leicestershire, en Angleterre.